# ذراع الدجاجة المجري

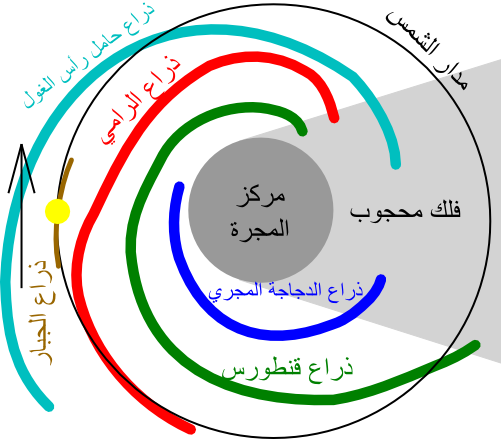
أذرعة المجرة، وذراع الدجاجة يسمى هنا Norma. موقع المجموعة الشمسية (أصفر) على ذراع الجبار (بني) متفرعا من ذراع رامي القوس Sagittarius-Carina.

أذرع المجرة وموقع الشمس، وتبين الاتجاهات المختلفة الممتدة من موقع الشمس (أصفر) المجموعات النجمية التي ترى على امتداد تلك الاتجاهات.

ذراع الدجاجة المجري في الفلك (بالإنجليزية : Cygnus arm أو Norma arm) هو أحد أذرعة مجرتنا ن مجرة درب التبانة (أو الطريق اللبني) المليئ بالنجوم والمجموعات النجمية. كما تتخلله مناطق يكثر فيها الغاز والغبار الكوني وهما يكونان المادة التي تتجمع وتتكون منها النجوم.
ومجرة درب التبانة هي المجرة التي تنتمي إليها المجموعة الشمسية ومن ضمنها الأرض. وتعتبر مجرتنا من المجرات الحلزونية، وتتميز بأن في وسطها يوجد تجمع نجمي هائل شديد الإضاءة، وكذلك بينت القياسات الفلكية الجارية في العقد الماضي أن مركز المجرة يوجد به ثقب أسود تبلغ كتلته نحو مليوني كتلة شمسية.
وتوصف المجرة بأنها في شكل قرص يدور حول نفسه في دورة مقدارها 250 ألف سنة. وتدور فيه النجوم بسرعات مختلفة حيث تكون سرعات النجوم الداخلية أسرع من النجوم الواقعة على حافة القرص. ونتيجة لذلك مع اختلافات في الجاذبية بحسب كثرة النجوم في بعض المناطق فيؤدي ذلك إلى تكون تجمعات للنجوم في هيئة الأذرعة الحلزونية تمتد من مركز المجرة إلى الخارج.
ويوضح الشكل مكان تواجد المجموعة الشمسية (أصفر)، وهي تنتمي إلى ذراع آخر يسمى الجبار (كوكبة) Orion قريبا من ذراع رامي القوس على حافة المجرة. وقد سمي بهذا الاسم نظرا لوجود كوكبة شديدة الإضاءة فيه تسمى الرامي (كوكبة). ويليه من الداخل ذراع قنطورس والذي يليه من الداخل أيضا ذراع الدجاجة .
ويبين الشكل أيضا اتجاه دوران المجموعة الشمسية في المجرة، وهي تبعد عن المركز نحو 35 ألف سنة ضوئية. وإذا نظرنا إلى السماء ليلا فإننا نرى الطريق اللبني ممتدا عبر السماء من أفق إلى الأفق الآخر، وذلك لأننا نرى قرص المجرة من الجانب. كما نلاحظ مركز المجرة حيث تزيد فيه تجمعات النجوم وتشتد إضاءته. وتحجب شدة الإضاءة في مركز المجرة رؤية ما ورائها من النجوم، وتلك المنطقة معينة في الشكل Obsured بمعني مختفية وغير واضحة.
كما يلي ذراع الدجاجة من الخارج ذراع حامل رأس الغول. وقد سمي بهذا الاسم نظرا لوجود كوكبة شديدة الإضاءة فيه تسمى حامل رأس الغول Perseus.

## اقرأ أيضا
- ذراع الجبار
- ذراع حامل رأس الغول
- ذراع رامي القوس
- علم الفلك للأشعة السينية
- كويكبات
- منطقة هيدروجين II
- سديم السرطان
- نجم
- مجرة
- قزم أبيض
- عملاق أحمر
- الانفجار العظيم
- خط زمني للانفجار العظيم
- نجم نيوتروني
- ثقب أسود

## وصلات خارجية
- موقع «الكون» في الإنترنت